# Bembidion umbratum
Bembidion umbratum är en skalbaggsart som beskrevs av Leconte 1842. Bembidion umbratum ingår i släktet Bembidion och familjen jordlöpare. Inga underarter finns listade i Catalogue of Life.